# ريم إبراهيم الهاشمي
ريم إبراهيم الهاشمي (1978-) سياسية إماراتية. تشغل منصب وزيرة دولة لشؤون التعاون الدولي في حكومة دولة الإمارات العربية المتحدة. وهي المدير العام للجنة التنفيذية لمعرض إكسبو دبي 2020، وعند بداية عملها الوزاري كانت تعتبر أصغر وزيرة عربية سناً.

## حياتها
من مواليد إمارة دبي 1978، تلقت تعليمها في جميع مراحله حتى الثانوي في مدارس الإمارات العربية المتحدة، ثم انتقلت إلى الولايات المتحدة للحصول على درجة البكالوريوس بتخصصي العلاقات الدولية واللغة الفرنسية في آن واحد من جامعة تافتس عام 1999، قبل أن تحصل على شهادة الماجستير من جامعة هارفارد عام 2002.
في بداية رحلتها المهنية، عملت كموظفة في المكتب التنفيذي للشيخ محمد بن راشد آل مكتوم في دبي. ثم شغلت منصب نائب سفير دولة الإمارات في واشنطن، وفي عام 2007 أصدر الشيخ خليفة بن زايد آل نهيان رئيس دولة الإمارات العربية المتحدة مرسوماً يقضي بتعيينها بالسلك الدبلوماسي والقنصلي بدرجة وزير مفوض من الدرجة الأولى. وبعد فترة قصيرة وافق مجلس الوزراء على تعيينها مساعدة لوزير الخارجية للشؤون الاقتصادية بلقب سفيرة وهي أول امرأة تنال هذا اللقب في تاريخ الإمارات. وتتولى إدارة مكتب الشؤون السياسية لمكتب الشيخ محمد بن راشد آل مكتوم منذ 2008.
بالإضافة إلى منصبها الوزاري، تتولى ريم الهاشمي منصب رئيسة مجلس إدارة مؤسسة دبي العطاء ، وهي مؤسسة خيرية مقرها دولة الإمارات العربية المتحدة، تم إطلاقها في سبتمبر 2007 وهي مبادرة من الشيخ محمد بن راشد آل مكتوم، بهدف تأمين فرص لأطفال الدول النامية للحصول على التعليم الأساسي.كما تتولى منصب رئيسة مجلس الإمارات للتنافسية الذي يعمل بالتعاون مع مؤسسات القطاعين العام والخاص، لوضع السياسات وتنفيذ الإجراءات التي تعزز وتدعم الخطط التنافسية لدولة الإمارات العربية المتحدة وتحقيق الازدهار والنمو المستدام.
وكذلك تشغل العضو المنتدب في اللجنة العليا لإستضافة معرض «إكسبو الدولي 2020».
وهي رئيسة المركز الوطني للإحصاء الحكومي الخاص بتوفير بيانات ومعلومات إحصائية حديثة ذات جودة عالية، تساهم في صنع القرارات ورسم السياسات وتقييم الأداء.

### إكسبو 2020 دبي
عين الشيخ محمد بن راشد آل مكتوم في عام 2011 ريم الهاشمي في منصب العضو المنتدب للجنة العليا لاستضافة معرض إكسبو العالمي 2020. قادت الهاشمي العرض الناجح لاستضافة المعرض العالمي في دبي. وفي يونيو 2014، تم تعيينها مديرًا إداريًا للجنة العليا لمعرض إكسبو 2020 دبي، ومديرًا عامًا لمكتب إكسبو 2020 دبي وهو الحدث الذي تم تأجيله لمدة عام واحد بسبب جائحة كوفيد-19، استقبل إكسبو دبي في النهاية 24.1 مليون زائر على مدار ستة أشهر بين أكتوبر 2021 ومارس 2022.
أدت محادثة بين الهاشمي والملحن أي.أر. رحمان في عام 2019 إلى إنشاء أوركسترا الفردوس النسائية. وفي يوليو 2022، أُعلن أنها ستواصل عملها كرئيس تنفيذي لهيئة مدينة إكسبو دبي.

## بعض مشاركاتها
- في 30 أبريل 2024، ترأست الوزيرة ريم الهاشمي وفد الدولة رفيع المستوى إلى جمهورية الهند خلال زيارته يومي 29 و30 أبريل، لتعزيز العلاقات الثنائية في ظل الشراكة الاستراتيجية بين البلدين الصديقين، والتقت في نيودلهي بوزير الشؤون الخارجية الهندي بحضور سفير الإمارات لدى الهند، وجرى بحث العلاقات الثنائية وآفاق تعزيزها في مختلف المجالات والتطورات الراهنة في المنطقة وتداعياتها على السلم والأمن الإقليمي والدولي.[14]
- وفي يوليو 2024، ترأست الوزيرة ريم وفد الإمارات العربية المتحدة إلى جمهورية البرازيل لتعزيز علاقات التعاون بالتزامن مع ذكرى مرور 50 عامًا على إنشاء العلاقات الدبلوماسية بين البلدين، والتي تأسست في يونيو 1974 وعقدت الوزيرة ريم اجتماعاً مع وزير خارجية البرازيل بحثا فيه مجالات تعاون جديدة بهدف تعزيز العلاقات الثنائية بين البلدين وأكدا التزامهما المشترك بالتصدي للتحديات الملحة لتغير المناخ وفقاً لاتفاقية الأمم المتحدة الإطارية بشأن تغير المناخ.[15]
- وفي مايو 2024، ترأست الوزيرة ريم وفد الإمارات إلى كومنولث أستراليا بهدف تعزيز أواصر التعاون بين البلدين الصديقين في المجالات المختلفة، والتقت رئيس وزراء أستراليا في العاصمة كانبيرا، بحضور وزيرة الخارجية الأسترالية حيث تم التأكيد على الأهمية التي توليها كل من دولة الإمارات وأستراليا لتوطيد وتنمية العلاقات الثنائية، كما ناقش الجانبان التعاون في مجال التجارة والاستثمار والطيران والطاقة المتجددة.[16]
- في يوليو 2018، التقت الوزيرة ريم عدد من المسؤولين في الأمم المتحدة وأعضاء مجلس الأمن، حيث ناقشت الجهود الشاملة المبذولة حالياً بالتعاون الوثيق مع الأمم المتحدة والوكالات غير الحكومية من أجل إيصال المساعدات الإنسانية إلى الحديدة ومناطق اليمن الأخرى.[17]
- وفي سبتمبر 2017، حضرت الوزيرة ريم الاجتماع الثالث لعام 2017 للجنة العليا لتنسيق العمل الاحصائي المشترك، وبينت الوزيرة "أن منظومة العمل الاحصائي تتطلب التكامل في كل ما يتعلق بالجانب الاحصائي وجمع البيانات والوصول لفهم مشترك لآلية العمل في المرحلة القادمة بل أن التعاون المشترك بين الأجهزة الإحصائية على مستوى الدولة وعمل الفرق التنفيذية المشتركة هو ترجمة لاستراتيجية الهيئة وإيمانها العميق بأهمية تعزيز وتقوية الشراكة والاستفادة المتبادلة من الكم الهائل من المعرفة والخبرات والتجارب واستعراضها حول طاولة واحدة بما يخدم المبادرات والمشاريع المهمة مع شركائنا من الجهات الحكومية والمحلية والقطاع الخاص والتي تدعم العمل الاحصائي في دولة الامارات العربية المتحدة".[18]

## جوائز
- جائزة (شخصية الشهر) حيث كرمها الشيخ أحمد بن سعيد آل مكتوم، لفوزها بجائزة «شخصية شهر نوفمبر» التي منحتها صحيفة الإمارات اليوم بعدما لعبت دورا كبيرا على المستويين المحلي والعالمي للترويج لملف الإمارات لاستضافة معرض اكسبو الدولي 2020.

## اقرأ أيضا
- قائمة أقوى 100 امرأة عربية لعام 2016